# Kazimierz Łączyński
Kazimierz Łączyński rycerz herbu Nałęcz (ur. 1856, zm. 27 sierpnia 1922 w Jaśle) – pułkownik kawalerii Wojska Polskiego.

## Życiorys
Urodził się w 1856. Został oficerem cesarskiej i królewskiej Armii. Na majora został awansowany ze starszeństwem z 1 listopada 1901 roku. W 1904 dowodził I dywizjonem c. i k. 6 Pułku Ułanów w Rzeszowie. Brał udział w I wojnie światowej, służąc w stopniu pułkownika ułanów w Rzeszowie.
15 sierpnia 1919 został przyjęty do Wojska Polskiego z byłej armii austriacko-węgierskiej, w stopniu pułkownika ze starszeństwem z 10 marca 1916, i zaliczony do I Rezerwy. 19 stycznia 1920 został przeniesiony z Głównego Kwatermistrzostwa Naczelnego Dowództwa WP do Stacji Odpoczynku dla Koni w Chodorowie na stanowisko dowódcy. 29 maja 1920 został zatwierdzony z dniem 1 kwietnia 1920 roku w stopniu pułkownika, w kawalerii, w grupie oficerów byłej armii austriacko-węgierskiej. Był nadal dowódcą stacji. Z dniem 1 maja 1921 został przeniesiony w stan spoczynku z prawem noszenia munduru. 
Był właścicielem dóbr ziemskich. Zmarł 27 sierpnia 1922 w Jaśle. Został pochowany na cmentarzu komunalnym w Jaśle 29 sierpnia 1922.
Jego żoną była Wanda z domu de Lenie Younga (1871-1916), z którą miał syna Włodzimierza (1898-1944), majora Wojska Polskiego. W Jaśle zamieszkiwali przy ulicy Sokoła.

## Ordery i odznaczenia
- Krzyż Kawalerski Orderu Franciszka Józefa na wstędze wojennej – 1917[10]
- Brązowy Medal Zasługi Wojskowej na czerwonej wstążce
- Brązowy Medal Jubileuszowy Pamiątkowy dla Sił Zbrojnych i Żandarmerii
- Krzyż za 25-letnią służbę wojskową dla oficerów